# Growl (videogioco)
Growl è un videogioco arcade di genere beat 'em up a scorrimento, sviluppato e pubblicato dalla Taito nel 1991. Distribuito in Giappone con il nome di Runark (ルナーク?, Runāku), il titolo è incluso nella raccolta Taito Legends 2 per PC, PlayStation 2 e Xbox.
Ambientato all'inizio del XX secolo, il giocatore controlla una guardia forestale che deve proteggere la fauna selvatica locale da un gruppo di malvagi bracconieri che stanno portando gli animali all'estinzione.

## Modalità di gioco
Il giocatore inizia la partita scegliendo uno dei quattro diversi guardaboschi, ognuno con una diversa quantità di salute, forza di attacco e altezza di salto. Essi vengono controllati da un joystick a otto direzioni per farli muovere e due pulsanti azione (attacco e salto). Si possono eseguire una varietà di attacchi diversi (pugni, calci e colpi di grazia) a seconda della posizione di un nemico. Premendo entrambi i pulsanti mentre è circondato dai nemici, il giocatore può eseguire un attacco speciale che colpisce tutti i nemici nelle vicinanze. Premendo entrambi i pulsanti mentre si tiene il joystick verso l'alto, eseguirà invece un salto più lungo.
Nel gioco si possono procurare armi distruggendo barili e casse di legno o disarmando determinati nemici. Ci sono un totale di otto armi che possono essere ottenute: tre armi da mischia (una pipa, una spada e una frusta), due armi da lancio (coltelli e granate a mano) e tre armi da fuoco (un revolver, un fucile d'assalto M-16 e un lanciarazzi a quattro canne in stile FLASH). I barili e le casse possono essere raccolti e lanciati ai nemici. Quando il fucile d'assalto o il lanciarazzi finiscono le munizioni, vengono comunque impugnati dal giocatore come armi da mischia. Il revolver, d'altra parte, viene lanciato dal giocatore dopo che tutti i suoi proiettili sono stati utilizzati. Il giocatore può far cadere la sua arma attuale premendo verso il basso e attaccare mentre la impugna. Se un'arma giace a terra dopo un certo periodo, scomparirà completamente.
Growl è composto da sette livelli regolari e uno di tipo "bonus", per un totale di otto livelli. Le location includono una città, un treno in movimento, una barca, una giungla, una caverna e il nascondiglio dei bracconieri. Ci sono sei tipi di personaggi nemici nel gioco, escluso il boss finale (che ha due forme). Vi sono anche animali selvatici che aiuteranno il giocatore dopo che è stato salvato da un bracconiere, come un'aquila, una mandria di cervi ed un elefante.

## Accoglienza
In Giappone, la rivista Game Machine ha indicato Growl nel numero del 15 marzo 1991 come la seconda unità arcade di maggior successo del mese.